# Джаки Колинс
Джаки Колинс (на английски: Jackie Collins) е британска писателка на бестселъри в жанра съвременен любовен роман и романтичен трилър, актриса и продуцент в телевизията и киното.

## Биография и творчество
Джаки Колинс, с рождено име Jacqueline Jill Collins, е родена на 4 октомври 1937 г. в Лондон, Англия. Дъщеря на театралния агент Йосиф „Джо“ Колинс и учителката по танци Елза Бесант. Има сестра – Джоан Колинс (1933), актриса, и братя – Уилям Колинс (1946), агент по недвижими имоти, и Джошуа Колинс (1944).
Още осемгодишна участва като актриса в театър „Крафт“. Още в ранна възраст тя е твърдо решена да се освободи от ограниченията на средната класа. За това време тя разказва – „Четях през цялото време и живеех в един фантастичен свят“. Джеки е изключена от училище „Франсис Холанд“ на 15 години, заради лош успех, пушене и продажба на съученички на нейни скандални хумористични стихове за училищната администрация.
Родителите и разрешават да живее със сестра си, и първоначално тя участва в британски телевизионен сериал. През 1956 г. двете заминават за Холивуд. Джаки започва кариера на млада актриса във второстепенни филми, но винаги остава в сянката на известната си сестра. През 1959 г. дори сменя името си, с което се представя, на „Лин Къртис“ за цели две години. Има дълга поредица от запознанства с известни холивудски актьори, сред които и Марлон Брандо.
През 1959 г. Джаки се връща в Лондон и се омъжва за Уолъс Остин, бизнесмен, който е 12 години по-възрастен от нея. Първоначално бракът ѝ е изключително преживяване, на Уолъс се оказва зависим от хазарата и дрогата, поради което тя го напуска известно време след раждането на дъщеря им Трейси (1961). Развеждат се през 1963 г., а тя се връща в Холувуд.
Джаки продължава своята филмова кариера до 1965 г. На 15 юни 1966 г. се омъжва за Оскар Лерман, собственик на нощен клуб. Живеят заедно до смъртта му на 2 март 1992 г. Имат две дъщери – Тифани (1967) и Рори (1969). Съпругът ѝ я насърчава да започне да пише книги въз основа на нейния опит в холивудския светски живот.
Първият ѝ роман „Светът е пълен с женени мъже“ излиза през 1968 г. Сюжетът показва падението на един женкар, който е лондонски рекламен директор. Творбата предизвиква скандал, и дори е забранена в Австралия и ЮАР, но става бестселър в САЩ и Великобритания, като прави Джаки Колинс известна писателка.
Издаденият следващата година роман „Жребецът“ също става бестселър. През 1977 г. получава предложение за неговото филмиране и написване на сценария. Филмът излиза през 1978 г. с участието на сестра ѝ, като става култов в Европа. През следващата 1979 г. Джаки издава продължението на серията с романа „Кучката“ и същата година е направена неговата филмова реализация.
През 70-те години Джаки Колинс създава още няколко успешни романа, сред които се откроява особено успешния „Светът е пълен с разведени жени“.
През 1980 г. съпругът ѝ Лерман се мести в Лос Анджелис, където открива клон на своята успешна дискотека „Скитникът“. Срещата на Колинс с атмосферата на Бевърли Хилс поражда създаването на нейните нови поредици. През 1981 г. излиза хитът „Шансове“ от серията „Лъки Сантанджело“ за опасно красивата дъщеря на бивш мафиот.
През 1983 г. е публикуван първият роман „Холивудски съпруги“ от нейната най-успешна серия „Холивуд“. Героините в него са сборен образ на много от нейните приятели и познати, което довежда до много предположения и спекулации. Той се остава дълго време в списъка на бестселърите и се продава в над 15 милиона екземпляра по света. По него през 1985 г. е направен много популярния минисериал с участието на Кандис Бъргън, Стефани Пауърс, Анджи Дикинсън, Антъни Хопкинс, Сюзан Самърс и Род Стайгър.
В следващите години Джаки Колинс продължава успешната си писателска кариера с романи като „Рокзвездата“, „Холивудски мъже“, „Лъки“ и „Лейди Бос“. Романът „Лейди Бос“ е екранизиран през 1992 г. в едноименния телевизионен филм.
През 90-те писателката издава два много успешни романа от серията „Холивуд“ – „Родени в Холивуд“ и „Холивудски съпруги, новото поколение“. Първият се оказва пророчески с темата за проституцията и направените разкрития по-късно в Холивуд. Вторият роман третира гей темата в обществото. Той е екранизиран през 2003 г. в телевизионен филм с участието на Фара Фосет.
В началото на новия век Колинс завършва поредицата „Холивуд“ с романа „Холивудски разводи“. Използвайки успешната формула от серията за Лъки, тя създава малката серия „Смъртоносна съблазън“.
Почти всичките над 30 произведения на Джаки Колинс са били в списъците на бестселърите на „Ню Йорк Таймс“. Те са преведени на 40 езика по целия свят и са издадени в над 400 милиона екземпляра. Общо осем от романите ѝ са адаптирани за екрана, или като филми или телевизионни минисериали.
Тя е известна сред читателите си със своите познания и ненадмината вътрешна информация за Холивуд, за бляскавия живот и любовни авантюри на известните или неизвестни преуспели жители на Лос Анджелис. „Аз пиша за реални хора под прикритие“ – казва тя. Обича да посещава екзотични места, да прави снимки и да слуша соул музика.
През 2013 г. е удостоена с отличието „Офицер на ордена на Британската империя“ за цялостното си творчество и за проявена благотворителност.
Джаки Колинс умира от рак на гърдата на 19 септември 2015 г. в Бевърли Хилс, Лос Анджелис, Калифорния.

## Произведения

### Писателско творчество

#### Самостоятелни романи
- Светът е пълен с женени мъже, The World is Full of Married Men (1968)
- Грешниците, Sinners (1971)
- Любовници и убийци, Lovehead (1974) – издадена и като The Love Killers
- Светът е пълен с разведени жени, The World is Full of Divorced Women (1975)
- Любовници и комарджии, Lovers and Gamblers (1977)
- Рокзвездата, Rock Star (1987)
- Американска звезда, American Star (1993)
- Холивудски интриги, Thrill! (1998)
- Секс и диаманти, Lovers and Players (2005)
- Женени любовници, Married Lovers (2008)
- The Power Trip (2012)

#### Серия „Жребецът“ (Stud)
1. Жребецът, The Stud (1968)
2. Кучката, The Bitch (1979)

#### Серия „Лъки Сантанджело“ (Lucky Santangelo)
1. Шансове, Chances (1981)
2. Лъки, Lucky (1989)
3. Лейди Бос, Lady Boss (1990)
4. Вендета: Отмъщението на Лъки, Vendetta: Lucky's Revenge (1996)
5. Опасна целувка, Dangerous Kiss (1999)
6. Гръмни се, красавице!, Drop Dead Beautiful (2007)
7. Бедната малка кучка, Poor Little Bitch Girl (2009)
8. Богиня на отмъщението, Goddess of Vengeance (2011)

- A Santangelo Story (2010)
- Confessions of a Wild Child (2013)

#### Серия „Холивуд“ (Hollywood)
1. Холивудски съпруги, Hollywood Wives (1983)
2. Холивудски мъже, Hollywood Husbands (1986)
3. Родени в Холивуд, Hollywood Kids (1994)
4. Холивудски съпруги, новото поколение, Hollywood Wives: The New Generation (1999)
5. Холивудски разводи, Hollywood Divorces (2002)

#### Серия „Връзки в Ел Ей“ (L. A. Connections)
1. Власт, Power (1998)
2. Obsession (1998)
3. Murder (1998)
4. Revenge (1998)

- Връзки в Ел Ей, L.A. Connections: The Novel (1999) – сборник

#### Серия „Смъртоносна съблазън“ (Lethal Seduction)
1. Смъртоносна съблазън, Lethal Seduction (2000)
2. Фатална прегръдка, Deadly Embrace (2002)

#### Новели
- The Power Trip Prequel (2012)
- The Rock Star and the Lifeguard (2013)

В България романите на Джаки Колинс имат многократни издания.

### Филмография

#### Като актриса
- 1949 Kraft Theatre
- 1955 ITV Play of the Week – ТВ сериал, в ролята на Лаура Спаркс
- 1956 They Never Learn – в ролята на Лил Смит
- 1957 It Could Be You – в ролята на Джаки
- 1957 All at Sea – в ролята на Джун
- 1958 Assignment Redhead – в ролята на Пиги Фостър
- 1958 Rock You Sinners – в ролята на Джаки
- 1958 The Safecracker – в ролята на секретарка
- 1958 Intent to Kill – в ролята на Карол Фриман
- 1958 Room 43 – в ролята на английско момиче
- 1960 The Shakedown – в ролята на Рита Масон
- 1960 Night of Passion – в ролята на девойка
- 1961 Danger Man – ТВ сериал, в ролята на Лучия
- 1963 The Saint – ТВ сериал, в ролята на Април Куест
- 1965 Compact – ТВ сериал, в ролята на Марта Глен

#### Като автор
- 1978 The Stud
- 1979 The World Is Full of Married Men
- 1979 The Bitch
- 1979 Yesterday's Hero
- 1985 Hollywood Wives – мини ТВ сериал
- 1990 Lucky Chances – мини ТВ сериал
- 1992 Lady Boss – ТВ филм
- 2003 Hollywood Wives: The New Generation – ТВ филм
- 2010 Paris Connections

#### Като продуцент
1990 Lucky Chances
2003 Hollywood Wives: The New Generation
2004 Jackie Collins Presents
2010 Paris Connections
Джаки Колинс има множество участия и в документални филми.